# 908 Буда
908 Буда (енгл. 908 Buda) је астероид главног астероидног појаса са пречником од приближно 24,37 .
Афел астероида је на удаљености од 2,838 астрономских јединица (АЈ) од Сунца, а перихел на 2,106 АЈ. 
Ексцентрицитет орбите износи 0,148, инклинација (нагиб) орбите у односу на раван еклиптике 13,403 степени, а орбитални период износи 1419,786 дана (3,887 године). 
Апсолутна магнитуда астероида је 10,69 а геометријски албедо 0,157.
Астероид је откривен 30. новембра 1918. године.